# Zakład Wodoleczniczy dr. Andrzeja Chramca w Zakopanem
Zakład Klimatyczny dr. Andrzeja Chramca, ob. siedziba Starostwa Powiatowego i Teatru im. Stanisława Ignacego Witkiewicza w Zakopanem – sanatorium wybudowane w 1887 r. przez dr Andrzeja Chramca znajdujące się przy ul. Chramcówki 15 w Zakopanem.

## Historia
Dr Andrzej Chramiec wybudował zakład wodoleczniczy za pieniądze z Kasy Zaliczkowej w Nowym Targu. Prowadził go przez 30 lat, przyjął ponad 20 tys. kuracjuszy. Wśród nich było wielu przedstawicieli władz, arystokratów, ludzi nauki i sztuki. Rozbudowany i nowocześnie urządzony zakład, który tworzyły trzy budynki mieszkalne, pawilony zabiegowe, kaplica i budynki gospodarcze, stał się ośrodkiem życia towarzyskiego w Zakopanem.
W 1910 r. główny budynek zakładu wodoleczniczego oraz dom samego Chramca zniszczył pożar. Mimo poważnych kłopotów finansowych udało mu się zakład odbudować w jeszcze okazalszej postaci. Kiedy otworzył zakład na nowo i rozpoczął spłatę pożyczki, wybuchła I wojna światowa, a budynek został zarekwirowany na szpital wojskowy- niemiecki „Dom wojska” (Haus des Heeres). Pozbawiło to doktora dochodów, które przeznaczał na pokrywanie zadłużenia. Niemożliwość wywiązania się ze zobowiązań finansowych doprowadziła go do upadłości i nowy budynek został sprzedany na licytacji galicyjskiemu Czerwonemu Krzyżowi. Po nim odziedziczył go Polski Czerwony Krzyż, który po II wojnie światowej odsprzedał obiekt skarbowi państwa. Ministerstwo Zdrowia prowadziło tutaj Sanatorium im. Chałubińskiego. W latach 1992–2011 Ministerstwo Zdrowia dzierżawiło budynek, w którym działał Dom Wypoczynkowy Chałubiński. Od 2002 roku należący do Skarbu Państwa obiekt stanowi siedzibę Starostwa Powiatowego w Zakopanem. 
Od 1985 r. w jednym z budynków funkcjonuje Teatr im. Stanisława Ignacego Witkiewicza.

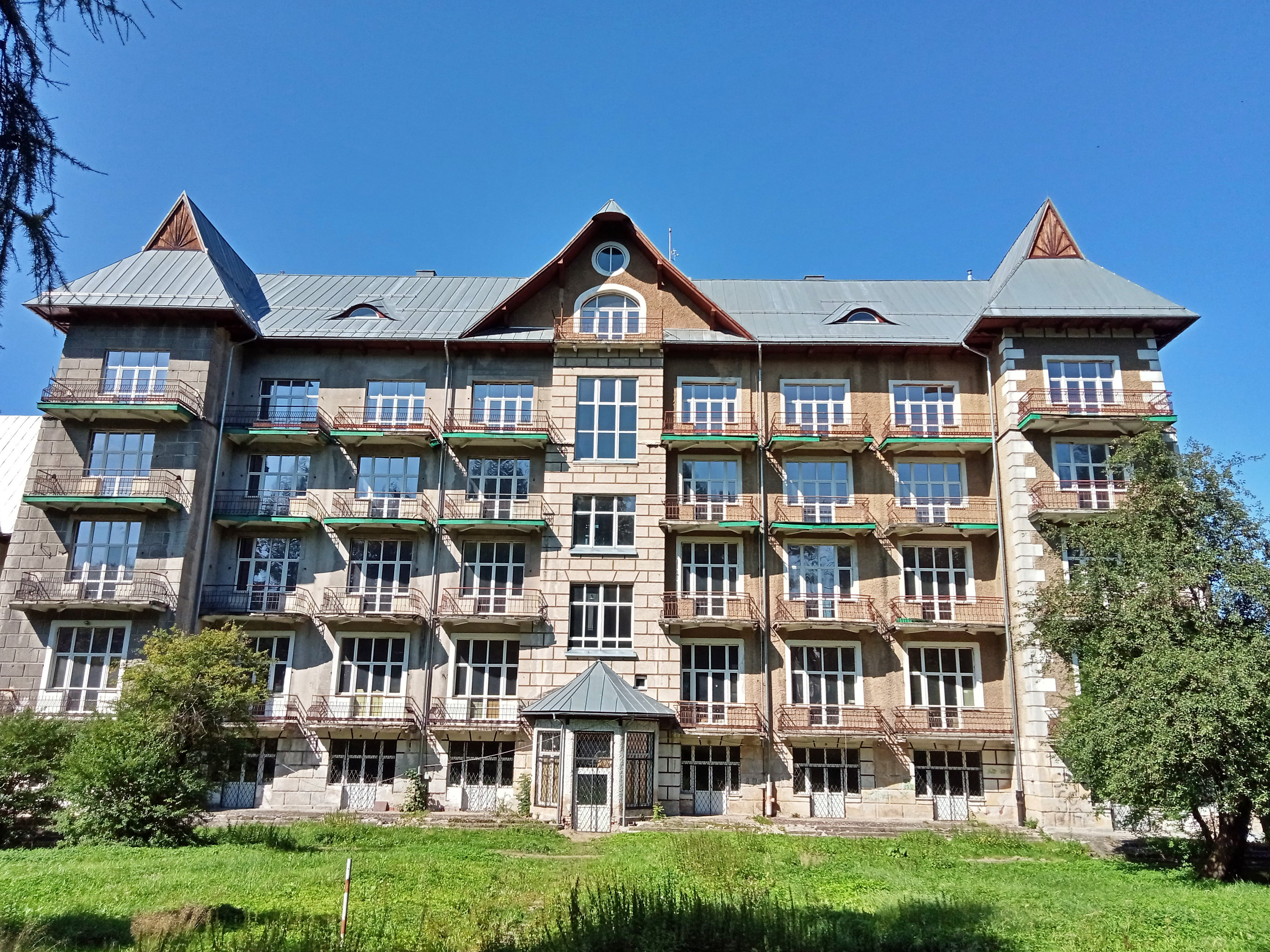
Fasada dawnego zakładu dr. Chramca
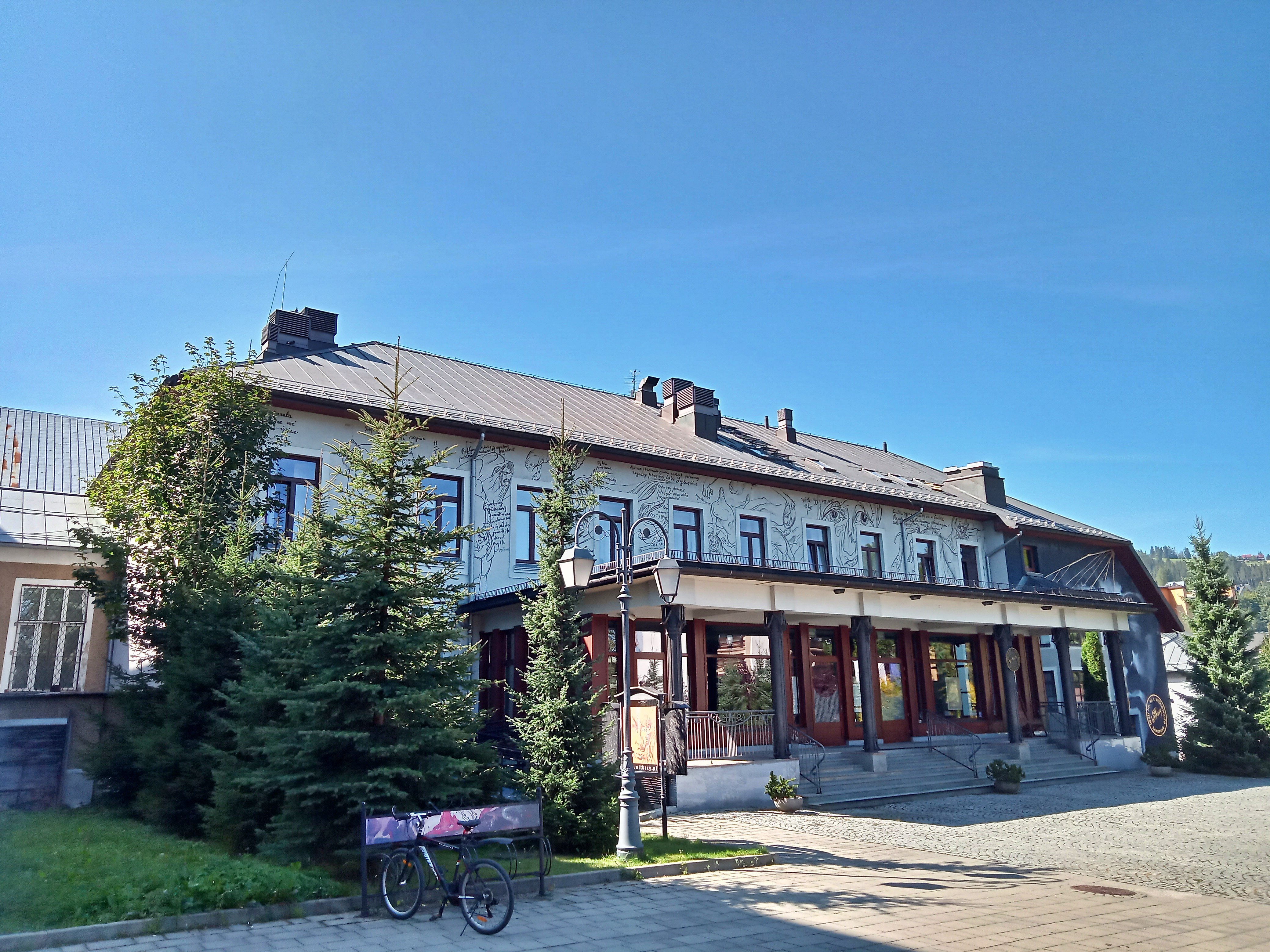
Zabudowania zakładu - obecnie siedziba teatru
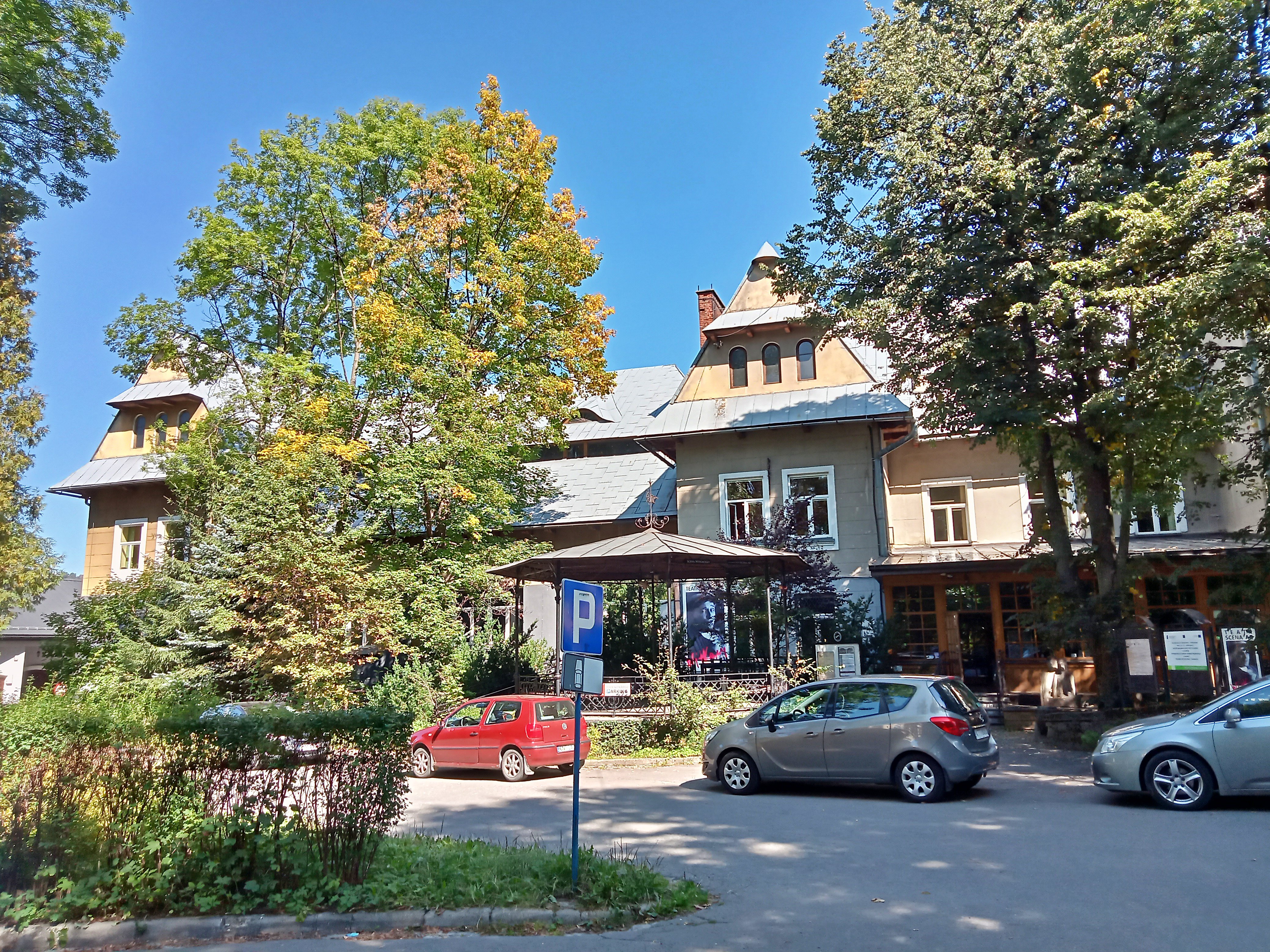
Zabudowania zakładu - obecnie siedziba teatru